# や
や、ヤは、日本語の音節のひとつであり、仮名のひとつである。1モーラを形成する。五十音図において第8行第1段（や行あ段）に位置する。

## 概要

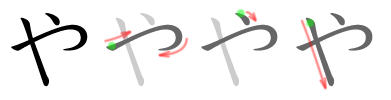
「や」の筆順

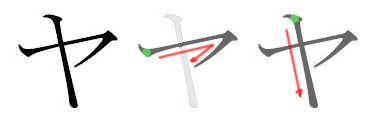
「ヤ」の筆順

- 現代標準語の音韻: 1子音と1母音からなる音 /ya/。母音い/i/の口の構えから行われる半母音である有声子音/y/とあからなる音。子音は国際音声字母では硬口蓋接近音 [j]で表記される。
- 五十音順: 第36位。
- いろは順: 第29位。「く」の次、「ま」の前。
- 平仮名「や」の字形: 「也」の草体
- 片仮名「ヤ」の字形: 「也」の草体による (若しくはその略体とする考え方も。『広辞苑』第6版を見よ)
- ローマ字: ya
- 点字:
- 通話表: 「大和のヤ」
- モールス信号: ・－－
- 手旗信号：8→4

- 発音: や[ヘルプ/ファイル]

## 用法
- い段の文字に後続して、開拗音を構成する。このとき、一般に「や」は「ゃ」のように小さく書く。また、「テャ」「デャ」は、「て」、「で」の子音にそのまま「や」の音を続けた音（/tja/、/dja/）を表す。
- 平仮名の「や」は、のように上が離れる字体とのように続く字体がある。ゴシック体と大概の明朝体は前者、草書体と一部の明朝体は後者である。

## や に関わる諸事項
- 鉄道車両の記号「ヤ」は、職用車（役所の「ヤ」）を示す。
- 相撲の星取表で、「や」は休場・取り組みなし（幕下以下）のこと。
- 1934年デビューの競走馬、「ヤ」。（「矢」が語源）[1]